# European Polytechnical University
Die European Polytechnical University (bulgarisch Европейски политехнически университет), kurz EPU, ist eine private Ingenieurhochschule mit Sitz in Pernik, Bulgarien. Die Universität wurde im Jahr 2010 gegründet.
Als Mitglied der Multiversity Association of Universities profitiert die EPU von zahlreichen Vorteilen, wie dem Zugang zu umfangreichen digitalen Bibliotheksbeständen. Gleichzeitig wird den Studierenden über das Multiversity-Netzwerk ein direkter Zugang zur Studienplattform und zu den Inhalten ermöglicht. Das Multiversity-Netzwerk hat seinen Ursprung in der renommierten und größten Fernuniversität Italiens, der Pegaso Telematica University.

## Geschichte
Die Gründer der Universität sind "Investec" Ltd, "Bulgarian Properties" OOD und die Gemeinde Pernik. Sie wurde durch einen Beschluss der Nationalversammlung der Republik Bulgarien am 10. Juni 2010 eröffnet.
Der erste Rektor der EPU ist Hristo Hristov (ehemaliger Dekan und Vizerektor der TUS und stellvertretender Minister). Die folgenden Rektoren der Universität waren Borislav Borisov (von der D. A. Tsenov Academy of Economics, ehemaliger stellvertretender Bürgermeister von Varna, im Dezember 2011) im September 2012 und Ivan Petkov (ehemaliger Dekan und Vizerektor der Universität von Sofia) im Dezember 2015. Seit 2016 ist Marin Marinov (außerordentlicher Professor an der TUS) zum Rektor der EPU gewählt worden.
Der erste Präsident (Vorsitzender des Kuratoriums) ist Toshko Krastev. Später wurde die Position von einem italienischen Professor besetzt. Giuseppe Saccone (seit 2016) und Riccardo Romeo (derzeit).
Im Jahr 2015 wurde die EPU Teil der Hochschulgemeinschaft des italienischen Pegaso-Konsortiums und erhielt die Akkreditierung durch das Deutsche Institut für Akkreditierung, Zertifizierung und Qualitätssicherung (ACQUIN) – ein Mitglied der European Association for Quality Assurance in Higher Education (ENQA).

## Programme
Das akademische Profil der Universität für Bachelor- und Masterstudiengänge liegt in den modernen Fachbereichen Informatik und Computertechnik, Kommunikations- und Computernetze und -systeme, Architektur und Stadtplanung, Bauingenieurwesen und innovatives Unternehmertum. In allen Fächern und Abschlüssen werden die gleichen Lehrpläne in Bulgarisch und Englisch unterrichtet. Diese sind:
- Bachelorprogramme
  - Bauingenieurwesen
  - Angewandte Informatik
  - Grüne Energietechnik
- Masterprogramme
  - Erdbebeningenieurwesen
  - Renovierung von Gebäuden, Anlagen und Kulturdenkmälern
  - Biokraftstoffe
  - Wasserstofftechnologien
  - Solarenergietechnik
  - Windenergietechnik
  - Personal Data Sicherheit
  - Verwaltung der Informationstechnologie
  - Informationssicherheit

Die EPU ist derzeit für 4 Jahre bis zum 10. Juni 2024 akkreditiert. Die Akkreditierung wird von der Nationalen Agentur für Bewertung und Akkreditierung (NEAA) des Ministerrats der Republik Bulgarien erteilt. Die NEAA ist im European Quality Assurance Register for Higher Education (EQAR) aufgeführt, dem offiziellen Register für diese Agenturen.

## Internationalität
Die Universität legt einen starken Schwerpunkt auf die Internationalisierung. Die EPU führt Bildungsaktivitäten im Rahmen von gemeinsamen Programmen mit anderen europäischen Universitäten, durch Projekte oder akademischen Austausch durch. Führende Unternehmen, Firmen und Berufsverbände beteiligen sich an der Arbeit der Universität und bieten Möglichkeiten für eine erfolgreiche Umsetzung. Die EPU kooperiert mit Universitäten aus Europa, den USA und Asien. Dazu gehören u. a.:
- Deutschland
  - RWTH Aachen[8]
  - SRH Hochschule Berlin[9]
- Italien
  - University of Catania
  - Telematic University Pegaso
- Irland
  - Ulster University
- Serbien
  - University of Niš[10]

Zur Internationalisierungsstrategie gehören auch die zunehmende Zahl von Hochschullehrern aus anderen europäischen Ländern und die Möglichkeit, ein Studium online zu absolvieren. Es wird erwartet, dass die Programme von europäischen Studierenden oder von Personen, die sich berufsbegleitend in Teilzeit weiterbilden wollen, gut angenommen werden. Im Vergleich zu anderen europäischen Privatuniversitäten sind die Studiengebühren mit 500 bis 1.000 Euro pro Semester, je nach Studiengang, niedrig. Als multinationales und multikulturelles Bildungszentrum hält sich die Universität an europäische Werte und ethische Standards: ein harmonischer Raum der Toleranz, des Einfühlungsvermögens, des Respekts und des gegenseitigen Verständnisses zwischen Studenten verschiedener Ethnien, Religionen und Kulturen.